# Sau
Sau fue un grupo de rock español fundado en 1986 por Pep Sala y Carles Sabater, y disuelto en 1999 tras la muerte de Sabater. Algunas de las canciones que escribieron se hicieron muy populares en Cataluña, como «Boig per tu» (‘Loco por ti’), «Envia'm un àngel» (‘Mándame un ángel’) o «El tren de mitjanit» (‘El tren de medianoche’). Sus principales componentes fueron Sabater como vocalista y Sala como guitarrista y, en ocasiones, tecladista. 
Sala fue el compositor de las canciones, el cual escribió las letras junto a Sabater y al mánager del grupo, Joan Capdevila, en los primeros discos.

## Historia

### 1986-1989: inicios y primeros álbumes de estudio

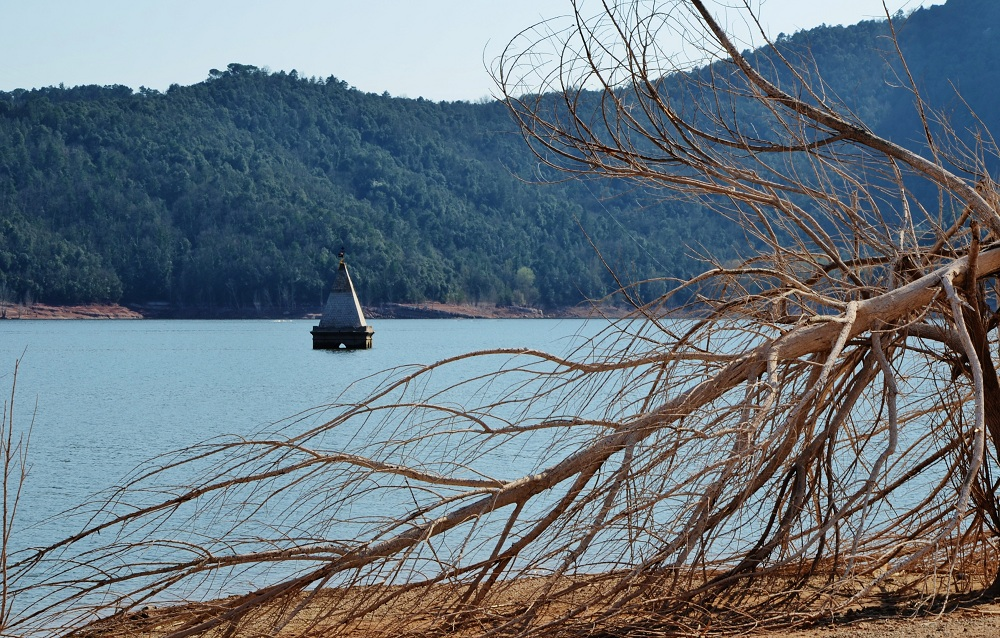
Iglesia de Sant Romà de Sau en el término municipal de Vilanova de Sau, en donde tuvieron lugar los primeros ensayos de la banda.

Tras su formación en 1986, el grupo decidió llamarse «Sau» debido a que este era el lugar donde ensayaban habitualmente. En 1988 consiguieron grabar una maqueta y un primer álbum de estudio titulado No puc deixar de fumar a medio camino entre el pop y el rock y con mucho predominio de los teclados. Tras la gira de presentación de dicho disco, en 1989 publicaron su segundo álbum de estudio, Per la porta de servei, en el que Sau empezó a asentar sus bases y a definir su música con más claridad.

### 1990-1992: éxito comercial
Fue en 1990 cuando Sau alcanzaron el reconocimiento masivo gracias a su tercer álbum, Quina nit, publicado en ese año y que contiene su mayor éxito comercial: «Boig per tu». De la gira de dicho álbum se hicieron más de cien conciertos y tras acabar la gira, ya en 1991, el grupo publicó un álbum doble titulado El més gran dels pecadors que tuvo un éxito rotundo y con el que llegaron al disco de oro por las 50 000 copias vendidas en poco tiempo. 1992 fue un gran año para el grupo y en el cual llegaron a tocar en la plaza de toros Monumental de Barcelona con todas las entradas vendidas y de cuyo concierto se publicó un doble álbum en directo titulado Concert de mitjanit, con colaboraciones de Phil Manzanera, Robbie Robertson, Rebeldes y Luz Casal.

### 1993-1995: época transicional
1993 supuso un año sabático para el grupo y en el cual Carles Sabater se centró en su profesión de actor, mientras que Pep Sala publicó su primer álbum de estudio en solitario bajo el nombre Pep Sala y la Banda del Bar. En 1994 Sau regresó a los escenarios y la publicación de su quinto álbum de estudio, Junts de nou per primer cop. Al año siguiente realizaron una gira por teatros tocando temas acústicos y publicaron un álbum de rarezas bajo el nombre Cançons perdudes, rareses, remescles.

### 1996-1997: nueva gira y acústico
En 1996 volvieron a la actividad habitual publicando un nuevo álbum titulado Set y del cual hicieron una amplia gira por todo el territorio catalán bajo el nombre Set de gira, para culminar en diciembre de ese mismo año en un concierto de despedida en el Palacio de los Deportes de Barcelona. En ese mismo mes, Sau publicó un álbum en acústico grabado durante la gira de teatros que habían hecho el año anterior, álbum que se tituló Bàsic. En 1997 Sau volvió a tomarse un año sabático similar a de 1993 en el que Sala publicó un álbum en solitario y Sabater se centró en su profesión de actor. 

### 1998-1999: último disco y muerte de Carles Sabater
En 1998 volvieron a la escena con un nuevo álbum titulado Amb la lluna a l'esquena, el cual les llevó de gira todo el año presentándolo por escenarios catalanes. Tras dicha gira, y ya en 1999, el grupo decidió empezar una gira para celebrar sus doce años juntos, gira que se tituló XII, la cual dio comienzo y finalizó el 12 de febrero en Villafranca del Panadés debido a que su vocalista, Carles Sabater falleció tras dar el concierto después de desmayarse en los camerinos. La muerte de Sabater ese día supuso el final del grupo tal cual declaró Sala en los medios de comunicación.

## Estilo
Sau fue, junto a Els Pets, Sangtraït y Sopa de Cabra, uno de los representantes del llamado pop rock catalán de mediados de los ochenta y principios de los noventa. Su estilo durante sus primeros discos estuvo entre el reggae blanco y el soft rock con producciones elaboradas llenas de teclados y reverberaciones en las guitarras de Sala. Con la publicación del álbum El més gran dels pecadors en 1991 ficharon por la multinacional EMI, que popularizó sus canciones más allá del territorio catalán y con canciones más roqueras. En esa época gozaron de colaboraciones de músicos prestigiosos como Phil Manzanera, Robbie Robertson o Dani Nel·lo. Estuvieron influenciados por The Police, U2, Bob Dylan o el propio Robertson, con quien compartieron escenario en el disco Concert de mitjanit. Por otro lado, su estilo particular dejó huella en el pop rock catalán coetáneo y posterior en grupos como Gossos, Ja T'ho Diré o Whiskin’s.[cita requerida]
El universo temático de Sau fue recurrente a lo largo de sus diez trabajos musicales; muchas de sus canciones hicieron referencia a la depresión sentimental, la muerte, los fracasos sexuales, el amor no correspondido, y también a los excesos con el alcohol y el tabaco. En algunas de sus composiciones también se hicieron eco de los problemas sociales de la época relacionados con el servicio militar en la letra de «No he nascut per militar», o medioambientales en la letra de «Això es pot salvar». Sau fue un grupo cuyas baladas fueron ampliamente celebradas. Algunas de las más destacables fueron «Només ho faig per tu», «Envia'm un àngel», «El tren de mitjanit» o su exitosa «Boig per tu», versionada a lo largo de los años por cantantes como Luz Casal o Shakira.

## Discografía

### Álbumes de estudio
- No puc deixar de fumar (1988)
- Per la porta de servei (1989)
- Quina nit (1990)
- El més gran dels pecadors (1991)
- Set (1996)
- Amb la lluna a l'esquena (1998)

### Álbumes en vivo
- Concert de mitjanit (1992)
- Junts de nou per primer cop (1994)
- Bàsic (1997)

### Álbumes recopilatorios
- Els singles (1993)
- Cançons perdudes, rareses, remescles (1995)
- Un grapat de cançons per si mai et fan falta (2003)[n. 1]

## Conciertos

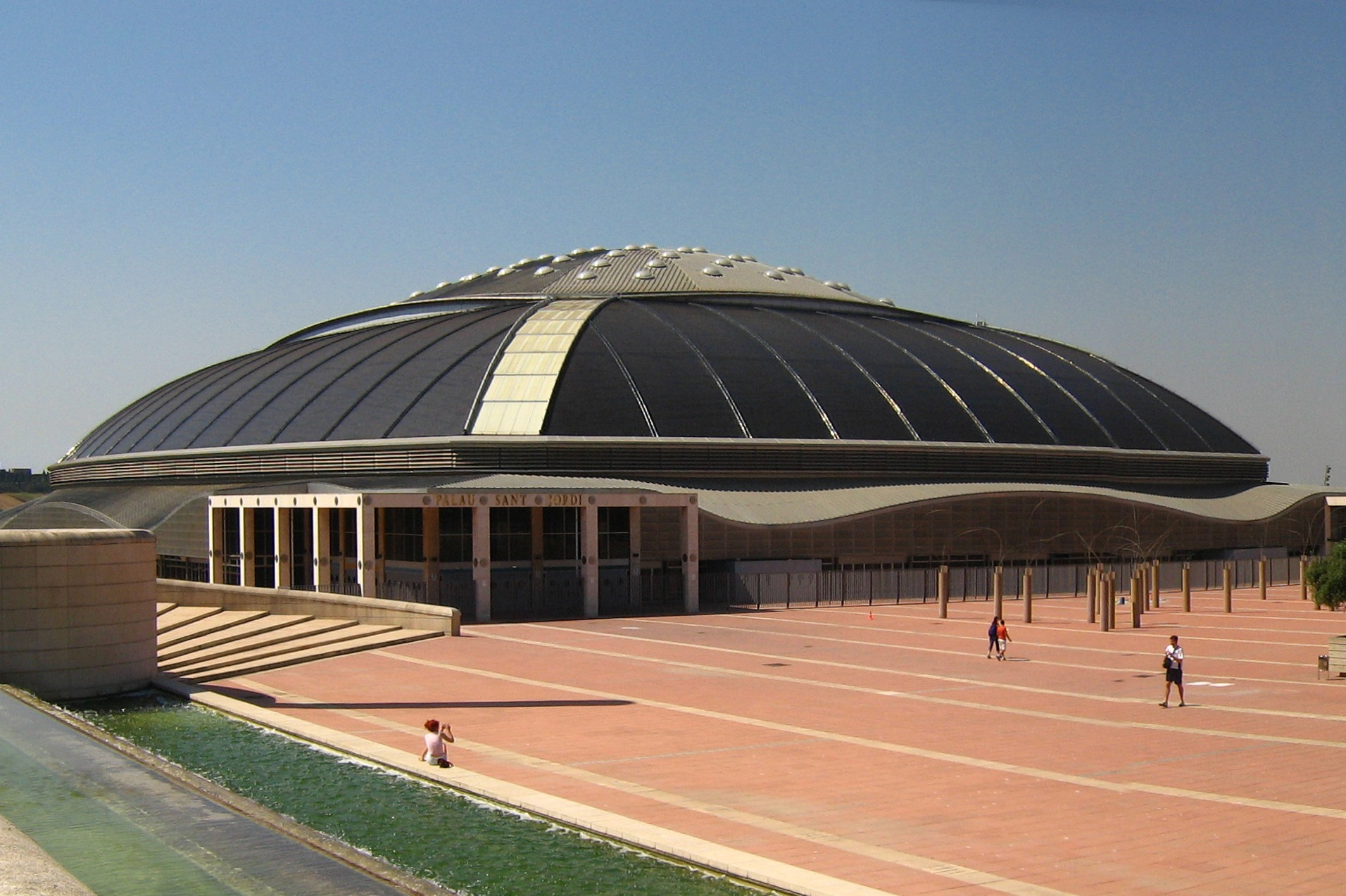
Foto del Palau Sant Jordi, escenario del macro-concierto que Sau ofreció el 14 de junio de 1991 junto a otros conjuntos pioneros de lo que se conoció en Cataluña como rock catalán, a finales de los 80 y principios de los 90.

Sau participó en el concierto histórico del 14 de junio de 1991 en el Palau Sant Jordi, junto con Els Pets, Sopa de Cabra, y Sangtraït, donde se logró el récord europeo de asistencia en local cerrado, con 22 104 espectadores. Otra de las actuaciones más importantes fue la que tuvo lugar en la plaza de toros Monumental de Barcelona, en julio de 1992, grabada para el álbum Concert de mitjanit. En este concierto colaboraron Dani Nel·lo, Carles Segarra, Phil Manzanera, Robbie Robertson y Luz Casal. Precisamente Casal incluyó en un álbum suyo la versión castellana de «Boig per tu», la canción más popular de Sau.

## Miembros
El dúo Sabater-Sala encabezaron Sau desde su formación en 1986 hasta su final en 1999 con la muerte del primero, aunque este dúo  no se empezó a definir hasta la publicación del disco Quina nit (1990) y se perpetuó con El més gran dels pecadors (1992). Sabater llevaba el peso artístico del grupo y Sala la dirección musical y compositiva.
Sau estuvo integrado además por Joan Capdevila en la composición de las letras hasta 1994 con la publicación del disco Junts de nou per primer cop, álbum donde empezó a perder importancia en el terreno compositivo para centrarse más en el aspecto mercantil como mánager de la banda.
El grupo fue variando de formación a lo largo de su discografía, a pesar de ello tuvo un plantel bastante fijo de músicos con esta formación: el teclista Ramon Altimir, el baterista Quim Benítez Vilaplana y el bajista Josep Sánchez.

## Premios
Sau obtuvo en 1991 el Premio Nacional de Música otorgado por la Generalidad de Cataluña por su álbum Quina nit. Su siguiente disco El més gran dels pecadors, publicado en 1992, fue disco de oro con 50 000 copias vendidas.